# Lijst van United States Coast Guard air stations
Een United States Coast Guard Air Station voorziet in ondersteuning van luchtoperaties voor de United States Coast Guard.
Het eerste Coast Guard Air Station werd gebouwd in 1920 in Morehead City, North Carolina. Een ander Air Station werd gebouwd in Biloxi, Mississippi, tussen 1933 en 1947 en een derde op Floyd Bennett Field in Brooklyn, New York. 

## First District
- CGAS Cape Cod, Massachusetts: Deze Air Station is gesitueerd op de Otis Air National Guard Base. Ze vliegen met zowel de HH-60 Jayhawk helikopters en HU-25 Falcon vliegtuigen en bieden bereik van de Canadese grens tot Long Island New York.

## Fifth District
- CGAS Atlantic City, New Jersey: Deze Air Station is gesitueerd op Atlantic City International Airport in Pomona, New Jersey en biedt personeel en vliegtuigen aan het gebied rondom Washington D.C., als onderdeel van Operation Noble Eagle, een Department of Defense (NORAD) missie ter bescherming van het luchtruim rondom de hoofdstad.
- CGAS Elizabeth City, North Carolina: Dit is zowel een operationeel als trainings Air Station.

## Seventh District
- CGAS Clearwater, Florida
- CGAS Miami, Florida
- CGAS Savannah, Georgia
- CGAS Borinquen, Puerto Rico

## Eighth District
- CGAS Houston, Texas
- CGAS Corpus Christi, Texas
- CGAS New Orleans, Louisiana
- Coast Guard Aviation Training Center, Mobile, Alabama: Dit is zowel een operationeel als training Air Station. Naast operationele missies krijgen de piloten van de Coast Guard hier ook vluchttraining op de HH-65, HH-60 en HU-25.

## Ninth District
- CGAS Detroit, Michigan
- CGAS Traverse City, Michigan

## Eleventh District
- CGAS Humboldt Bay, Californië
- CGAS Sacramento, Californië
- CGAS San Francisco, Californië
- CGAS Los Angeles, Californië
- CGAS San Diego, Californië

## Thirteenth District
- CGAS Astoria, Oregon
- CGAS North Bend, Oregon
- CGAS Port Angeles, Washington

## Fourteenth District
- CGAS Barbers Point, Hawaï

## Seventeenth District
- CGAS Kodiak, Alaska
- CGAS Sitka, Alaska